# Chamaeleo johnstoni
Chamaeleo johnstoni este o specie de cameleon din genul Chamaeleo, familia Chamaeleonidae, ordinul Squamata, descrisă de Boulenger 1901. Conform Catalogue of Life specia Chamaeleo johnstoni nu are subspecii cunoscute.